# Критика Біблії
Біблійна критика — раціональні методи і судження, що застосовуються для вивчення тексту Біблії з метою встановлення оригінального тексту, авторства та часу написання, встановлення літературних особливостей тексту. Різні напрямки біблійної критики (текстуальна критика чи біблійна текстологія, історико-літературна критика або критика джерел, історична критика, літературна критика) розглядаються як окремих дисциплін ісагогіки.

## Напрямки біблійної критики
Виділяють чотири основних напрямки біблійної критики:
- текстуальна — відновлення найбільш раннього тексту за допомогою звірення давніх рукописів Біблії;
- літературна — займається з'ясуванням філологічних і лінгвістичних особливостей книг Біблії (жанр, композиція, семантичний аналіз, лінгвістичні аспекти, літературні зв'язку з давніми пам'ятками).
- історична — уточнення ходу подій Священної історії шляхом вивчення пам'яток матеріальної та духовної культури біблійних часів;
- історико-літературна (вища критика, джерельна критика) — вивчення питання про джерела (усні та письмові) Біблії, їх авторство, датування та історії формування. Включає критику традиції, за допомогою якої дослідники намагаються виявити етапи розвитку усної традиції від її історичного виникнення до літературного викладу в біблійних книгах[5] і критику форм, метод дослідження форм і жанрів в біблійних текстах[6], який розробили Дебеліус і Бультман[7].

У християнстві біблійна критика з'явилася в найраніші часи його існування, одночасно з формуванням біблійного канону. Зачинателем біблійної текстології у християнстві був Оріген, який у своїй масштабній праці «Гексапла» вперше порівняв єврейські «оригінали» Старого завпоіту з декількома (грецькими) перекладами і запропонував власну (грецьку) його редакцію. Іншими першохристиянськими біблійними критиками були Діонісій Александрійський, Августин Блаженний, Ієронім Стридонский.
В епоху раннього Середньовіччя християнська біблійна критика прийшла в занепад. На заході її відроджувачем виступив Абеляр, який визнав роль автора та історичних умов на написання священних текстів.

## Історія сучасної біблійної критики

### Старий Заповіт
Бенедикт Спіноза піддав сумніву авторство П'ятикнижжя Мойсея. Першим такі сумніви висловив Авраам ібн Езра, який жив на рубежі XI—XII століть. Спіноза розвинув його ідею і застосував подібну критику з метою з'ясування авторства до інших книг Біблії у «Богословсько-політичний трактат» (1670 р.).
У XVIII столітті протестант X. Б. Віттер і католик Ж. Астрюк окремо один від одного висунули припущення, що в основі П'ятикнижжя знаходиться декілька джерел. Цю гіпотезу надалі розвивали інші дослідники, з яких найвідоміші К. Р. Граф і Юліус Велльгаузен. В результаті їх досліджень було сформульовано зокрема Документальну гіпотезу походження П'ятикнижжя. Відповідно до цієї гіпотези в основі П'ятикнижжя лежать чотири джерела, які поступово розвивалися в різних традиціях (J, Е, D і Р).

### Новий Завіт
Першим припустив, що автори, які писали євангелія Матвія і Луки, використовували соціології Ісуса (крім євангелія Марка), лютеранин Фрідріх Шлеєрмахер. Надалі ця гіпотеза була обґрунтована протестантським теологом Хольцманном (Heinrich Holtzmann). Зараз вона називається теорією двох джерел і є найпоширенішою теорією походження синоптичних євангелій. Гіпотеза джерела Q є її частиною.
Особливе місце в історії біблійної критики займають спроби різних авторів інтерпретувати Новий Завіт поза віри в надприродне і поза традиційної церковної доктрини. Першим раціоналістом, який заперечував надприродне одкровення в Новому Завіті, був Герман Реймарус. Свої ідеї він виклав у праці «Апологія, або виправдувальний твір, що спирається на розум». Цей твір не друкувався за життя автора. І тільки після його смерті були опубліковані уривки цієї праці під заголовком «Фрагменти вольфенбюттельского Аноніма». У цій праці вперше була зроблена спроба на підставі євангельських історій розглядати Ісуса Христа як людину без божественної природи.

## Автентичність Нового Заповіту і пошуки історичного Ісуса
Спірним питанням сучасної історіографії раннього християнства було питання історичності Ісуса Христа. В питаннях відповідності так званого «догматичного Ісуса» реально існуючого «історичного Ісуса» існували різні погляди, від повного ототожнення до повного заперечення існування Ісуса Христа як реальної особистості.
Результатом пошуків історичного Ісуса деякими дослідниками став висновок, що історичними методами виявити дійсний образ Ісуса практично неможливо, і що євангельські оповіді відображають лише вірування християн апостольської церкви.
Більшість дослідників взяли основне положення Бультмана про те, що євангелія придбали остаточну форму під впливом ранньої християнської громади. Консервативні опоненти Бультмана, однак, критикували висновок, що духовна традиція, яка лягла в основу Нового Завіту, виявлялася результатом творчості громад, так що дізнатися про реального Ісуса малоймовірно.
Критика форм стала окремою школою, і цей метод застосовується як до Нового, так і до Старого завіту.